# Umělecké plavání na mistrovství Evropy v plaveckých sportech 2008
Závody v uměleckém (synchronizovaném) plavání na mistrovství Evropy v plaveckých sportech za rok 2008 proběhly v Eindhovenu, Nizozemsko ve dnech 13. až 24. března 2008.

## Česká stopa
V disciplíně sólo startovalo 18 závodnic – Alžběta Dufková (*1990) z TJ Tesla Brno obsadila 12. místo.
V disciplíně dvojic startovalo 18 dvojic – Soňa Bernardová (*1976) z TJ Tesla Brno a Alžběta Dufková (*1990) z TJ Tesla Brno obsadily 10. místo.
V disciplíně týmů startovalo 11 týmů – Soňa Bernardová (*1976) z TJ Tesla Brno, Eva Burdová (*1991) z TJ Tesla Brno, Alžběta Dufková (*1990) z TJ Tesla Brno, Lenka Halousková (*1990) z TJ Tesla Brno, Tereza Hrbáčová (*1988) z TJ Tesla Brno, Denisa Hrubá (*1989) z TJ Tesla Brno, Daniela Kincová (*1989) z TJ Tesla Brno, Zdeňka Krčálová (*1984) z TJ Tesla Brno, Romana Kohutková (*1989) z TJ Tesla Brno a Andrea Rybářová (*1991) z TJ Tesla Brno obsadily 8. místo.
V disciplíně KOMBO startovalo 13 týmů – Soňa Bernardová (*1976) z TJ Tesla Brno, Eva Burdová (*1991) z TJ Tesla Brno, Alžběta Dufková (*1990) z TJ Tesla Brno, Lenka Halousková (*1990) z TJ Tesla Brno, Tereza Hrbáčová (*1988) z TJ Tesla Brno, Denisa Hrubá (*1989) z TJ Tesla Brno, Daniela Kincová (*1989) z TJ Tesla Brno, Markéta Kincová (*1992) z TJ Tesla Brno, Romana Kohutková (*1989) z TJ Tesla Brno a Andrea Rybářová (*1991) z TJ Tesla Brno obsadily 7. místo.

## Výsledky

### Individuální disciplíny
| Ženy | Zlato                  | Zlato  | Stříbro                  | Stříbro | Bronz                      | Bronz  |
| ---- | ---------------------- | ------ | ------------------------ | ------- | -------------------------- | ------ |
| Sólo | Gemma Mengualová (ESP) | 98,400 | Natalija Iščenková (RUS) | 98,300  | Beatrice Adelizziová (ITA) | 94,000 |

### Týmové disciplíny
| Ženy    | Zlato | Zlato  | Stříbro | Stříbro | Bronz | Bronz  |
| ------- | --- | ------ | --- | ------- | --- | ------ |
| Dvojice | Španělsko (ESP) (Andrea Fuentesová, Gemma Mengualová) | 97,800 | Itálie (ITA) (Beatrice Adelizziová, Giulia Lapiová) | 94,900  | Ukrajina (UKR) (Darija Jušková, Ksenija Sydorenková) | 93,900 |
| Tým     | Španělsko (ESP) (Ona Carbonellová, Raquel Corralová, Andrea Fuentesová, Thaïs Henríquezová, Irina Rodríguezová, *Paola Tiradosová, *Alba Cabellová, *Gemma Mengualová, *Gisela Morónová, *Cristina Violánová)              | 97,800 | Itálie (ITA) (Alessia Bigiová, Elisa Bozzová, Costanza Fiorentiniová, Manila Flaminiová, Sara Sgarziová, Federica Tommasiová, *Francesca Gangemiová, *Mariangela Perrupatová, *Benedetta Reová, *Dalila Schiesarová)               | 95,200  | Ukrajina (UKR) (Anna Bahirovová, Nadija Berežná, Anastasija Čepaková, Darija Jušková, Hanna Chmelnycká, Olha Kondrašovová, Julija Marjanková, Ksenija Sydorenková)                                 | 93,300 |
| KOMBO   | Španělsko (ESP) (Alba Cabellová, Raquel Corralová, Andrea Fuentesová, Thaïs Henríquezová, Laura Lópezová, Gemma Mengualová, Gisela Morónová, Irina Rodríguezová, Cristina Violánová, *Paola Tiradosová, *Ona Carbonellová) | 97,900 | Itálie (ITA) (Alessia Bigiová, Elisa Bozzová, Costanza Fiorentiniová, Manila Flaminiová, Francesca Gangemiová, Giulia Lapiová, Mariangela Perrupatová, Sara Sgarziová, Federica Tommasiová, *Dalila Schiesarová, *Benedetta Reová) | 95,100  | Ukrajina (UKR) (Anna Bahirovová, Nadija Berežná, Anastasija Čepaková, Inha Hillerová, Darija Jušková, Hanna Chmelnycká, Olha Kondrašovová, Julija Marjanková, Olha Ševčuková, Ksenija Sydorenková) | 94,100 |

## Medailová bilance
V uměleckém plavání se rozdělily celkem 4 sady medailí.
| Pořadí | Stát            |       | Muži    | Muži  | Muži  |         | Ženy  | Ženy  | Ženy    |       | Muži + Ženy | Muži + Ženy | Muži + Ženy | Celkem |
| Pořadí | Stát            | Zlato | Stříbro | Bronz | Zlato | Stříbro | Bronz | Zlato | Stříbro | Bronz |             |             |             | Celkem |
| ------ | --------------- | ----- | ------- | ----- | ----- | ------- | ----- | ----- | ------- | ----- | ----------- | ----------- | ----------- | ------ |
| 1.     | Španělsko (ESP) |       | 0       | 0     | 0     |         | 4     | 0     | 0       |       | 4           | 0           | 0           | 4      |
| 2.     | Itálie (ITA)    |       | 0       | 0     | 0     |         | 0     | 3     | 1       |       | 0           | 3           | 1           | 4      |
| 3.     | Rusko (RUS)     |       | 0       | 0     | 0     |         | 0     | 1     | 0       |       | 0           | 1           | 0           | 1      |
| 4.     | Ukrajina (UKR)  |       | 0       | 0     | 0     |         | 0     | 0     | 3       |       | 0           | 0           | 3           | 3      |
| Celkem | Celkem          |       | 0       | 0     | 0     |         | 4     | 4     | 4       |       | 4           | 4           | 4           | 12     |